# كاترين فاغنر أوغوستين
كاترين فاغنر أوغوستين (بالألمانية: Katrin Wagner-Augustin)‏ (Katrin Wagner-Augustin) هي لاعبة أولمبية لرياضة كانو-كاياك من ألمانيا. شاركت في الأولمبياد الصيفي في 2000–2012، وفازت بما مجموعه 6 ميداليات.

## الميداليات
| ذهب | فضة | برونز | المجموع |
| 4   | 1   | 1     | 6       |

## روابط خارجية
- كاترين فاغنر أوغوستين على موقع اللجنة الأولمبية الدولية (الإنجليزية)
- كاترين فاغنر أوغوستين على موقع أوليمبيديا (الإنجليزية)
- كاترين فاغنر أوغوستين على موقع اللجنة الأولمبية الألمانية (الألمانية)